# 큰귀양털박쥐
큰귀양털박쥐(Chrotopterus auritus)은 주걱박쥐과에 속하는 박쥐의 일종이다. 큰귀양털박쥐속(Chrotopterus)의 유일종이다. 아주 큰 육식성 박쥐로 신열대구에서 두번째로 큰 박쥐이다. 몸무게는 75~96g이다. 전완장은 78.7~83.1mm이다. 유사한 크기의 신세계잎코박쥐류는 3종의 박쥐가 있다. 등 쪽의 털 길이는 약 12mm로 대부분의 주걱박쥐류 종보다 크다. 두 개의 앞니 개수는 작은 박쥐들이 공유하는 전형적인 특징이다.